# Karel Thein
Karel Thein (* 14. října 1961 Hradec Králové) je český filozof a publicista. Působí v Ústavu filosofie a religionistiky Filozofické fakulty Univerzity Karlovy (FF UK), jehož byl v letech 2006–2008 ředitelem, a kde byl v roce 2014 jmenován profesorem. Magisterský titul získal na FF UK (1987), doktorský na École des Hautes Études en Sciences Sociales (1993), kde byl jeho školitelem filozof Jacques Derrida. Za svou knihu filmových esejů Rychlost a slzy získal Cenu F. X. Šaldy za „vynikající výkon v oblasti umělecké kritiky“. Časopis A2 zařadil tuto knihu v roce 2020 do českého literárního kánonu po roce 1989, tedy do výběru nejdůležitějších českých knih v období třiceti let od sametové revoluce. V letech 1998–2003 publikoval v časopise Respekt.